# Zaal Udumachvili
 (avril 2021).
Zaal (Zaliko) Udumachvili (Tbilissi, 27 février 1971) est un journaliste et homme politique géorgien. 

## Biographie
De 1989 à 1994, Zaal a étudié à l'Université de zoologie de Tbilissi. Il a également étudié au TSU [Quoi ?].
Journaliste de 1992 à 2017, il a travaillé pour Rustavi 2 de 2003 à 2017.
Il est membre du Mouvement national uni de Géorgie et a été élu troisième aux élections à la mairie de Tbilissi en 2017.
Il a été juge pour Georgia's Got Talent.
Il a une femme et deux fils. 